# Tova Sanhadra'i
Tova Sanhadra'i (hebrejsky: טובה סנהדראי, rodným jménem Tova Diamond, 23. září 1906 – 31. srpna 1993) byla izraelská politička a poslankyně Knesetu za stranu Mafdal.

## Biografie
Narodila se ve městě Ternopil v tehdejším Rakousku-Uhersku (pak Polsko, dnes Ukrajina). V roce 1934 přesídlila do dnešního Izraele.

## Politická dráha
V letech 1928–1934 pracovala v polském školství, patřila mezi zakladatelky ženského odboru při hnutí ha-Po'el ha-Mizrachi. Založila Federaci ženského ha-Po'el ha-Mizrachi v USA a Kanadě.
V izraelském parlamentu zasedla poprvé po volbách v roce 1959, do nichž šla za stranu Mafdal. Stala se členkou parlamentního výboru práce a výboru pro veřejné služby. Opětovně byla za Mafdal zvolena ve volbách v roce 1961. Zastávala post místopředsedkyně Knesetu a členky výboru práce, výboru House Committee a výboru pro veřejné služby. Opětovně byla za Mafdal zvolena ve volbách v roce 1965. Byla členkou výboru práce, výboru House Committee, výboru pro ústavu, právo a spravedlnost a výboru pro veřejné služby. Nadále zastávala funkci místopředsedkyně Knesetu. Na kandidátní listině Mafdal uspěla i ve volbách v roce 1969. Byla členkou výboru práce a výboru pro veřejné služby a předsedkyní podvýboru petičního. Opět se stala místopředsedkyní Knesetu. Ve volbách v roce 1973 mandát neobhájila.